# Heimatmuseum für Stadt und Landkreis Neudek
Das Heimatmuseum für Stadt und Landkreis Neudek in Augsburg befasst sich mit Traditionen und Geschichte der nach dem Zweiten Weltkrieg vertriebenen Deutschen aus der heute tschechischen Stadt Nejdek (deutsch Neudek).

## Geschichte
Nachdem der damals noch selbstständige Markt Göggingen 1954 die Patenschaft für alle aus der Stadt und dem Landkreis Neudek vertriebenen Deutschen übernommen hatte, gründeten diese noch im selben Jahr eine heimatkundliche Sammlung, die in der ehemaligen Jahn-Schule untergebracht wurde.
Nach der Eingemeindung Göggingens nach Augsburg im Rahmen der Gebietsreform von 1972 übernahm die Fuggerstadt auch die Patenschaft über Stadt und Landkreis Neudek und stellte 1984 für die inzwischen angewachsenen Bestände der Sammlung neue Räume in der Schubert-Schule zur Verfügung. Hier konnte die Heimatgruppe „Glück auf“ die bis daher nur als „Heimatstube“ geführte Einrichtung in ein Heimatmuseum umwandeln.

## Ausstellung
Im Museum sind über 3.000 Erinnerungsstücke der Vertriebenen aus der Region Neudek zu sehen – unter anderem Trachten und Uniformen, Hausrat, religiöse Volkskunst und Gegenstände des Handwerks und Gewerbes. Einen besonderen Schwerpunkt setzt die Ausstellung auf Klöppelspitzen und -geräte sowie Glas- und Porzellanerzeugnisse.
Daneben geben ein großer Bestand an Archivalien (unter anderem etwa 600 Urkunden und Dokumente, Landkarten und Ortspläne) und ein Bildarchiv mit etwa 5.500 Fotografien, 1.000 Dias und einigen Filmen und Tonbändern einen Einblick in das Leben der deutschstämmigen Bürger Neudeks von 1880 bis zu ihrer Vertreibung nach dem Zweiten Weltkrieg.

## Bibliothek
Das Heimatmuseum besitzt eine eigene Bibliothek mit etwa 650 Bänden heimatkundlicher und -geschichtlicher Literatur über die Stadt und den Landkreis Neudek.